# Бауса, Руфино
Руфино Хосе Бауса Альварес (исп. Rufino Bauzá; 16 ноября 1791, Монтевидео, испанское вице-королевство Рио-де-ла-Плата — 31 августа 1854, Монтевидео) — южноамериканский политик, военачальник, государственный деятель. Военный министр Уругвая в 1844—1845 годах.
Один из руководителей освободительного движения против испанского и португальского колониальных режимов в Южной Америке.
Участник войны за независимость испанских колоний в Америке и Восточной революции с 1811 года. Вместе с Хосе Хервасио Артигасом сражался против вторгшихся из Бразилии португальских войск. Принял участие в нескольких битвах, в том числе при Лас-Пьедрас, в чине капитана битве при Серрито (1812) и других. Был тяжело ранен.
Соратник видных деятелей освободительного движения народов Рио-де-ла-Платы Фруктуосо Риверы и Мануэля Орибе. Полковник. Один из организаторов «революции апостолов» в 1823 году против политики Бернардино Ривадавии.
Участник Гражданской войны в Уругвае. В 1844 году стал бригадным генералом. Заместитель главнокомандующего Уругвайской державы (Восточной Республики Уругвай).
В 1844—1845 годах занимал пост военного министра Уругвая. Был президентом Генеральной Ассамблеи Уругвая.
Один из основателей южноамериканской партии Колорадо.
Его сын Франсиско Бауса был политиком и историком.